# 短柄木藜芦
短柄木藜芦（学名：Leucothoe sessilifolia）为杜鹃花科木藜芦属下的一个种。

## 扩展阅读
- 維基物種上的相關：短柄木藜芦